# VEGA
VEGA（ベガ）は、2008年に結成された香港のボーカルグループ。男女4人で構成されている。國際娯樂有限公司（EC Music）所属。
香港では珍しいクラシックポップ風の音楽が特徴。

## メンバー
- 葉瑞玲（Valerie Yip、ヴァレリー・イップ）。愛称はValerei。
- 關卓鍵（Eden Kwan、エデン・クァン）。愛称はEden。
- 楊芷瑩（Gabrielle Yeung、ガブリエル・ヤン）。愛称はGabby。
- 陳詠謙（Abrahim Chen、エイブラヒム・チェン）。愛称はA.Him。

## ディスコグラフィー
2008年2月29日「The VEGA」